# ميكائيل مالسا
ميكائيل رامون مالسا (12 أكتوبر 1995) هو لاعب كرة قدم من مدغشقر يلعب كلاعب خط وسط لنادي قاسم باشا التركي من أصل مغربي

## روابط خارجية
- ميكائيل مالسا على موقع قاعدة بيانات كرة القدم.إي يو (الإنجليزية)
- ميكائيل مالسا على موقع ناشيونال فوتبول تيمز (الإنجليزية)
- ميكائيل مالسا على موقع Soccerway.com (الإنجليزية)
- ميكائيل مالسا على موقع عالم كرة القدم.نت (الإنجليزية)